# Succión (medicina)

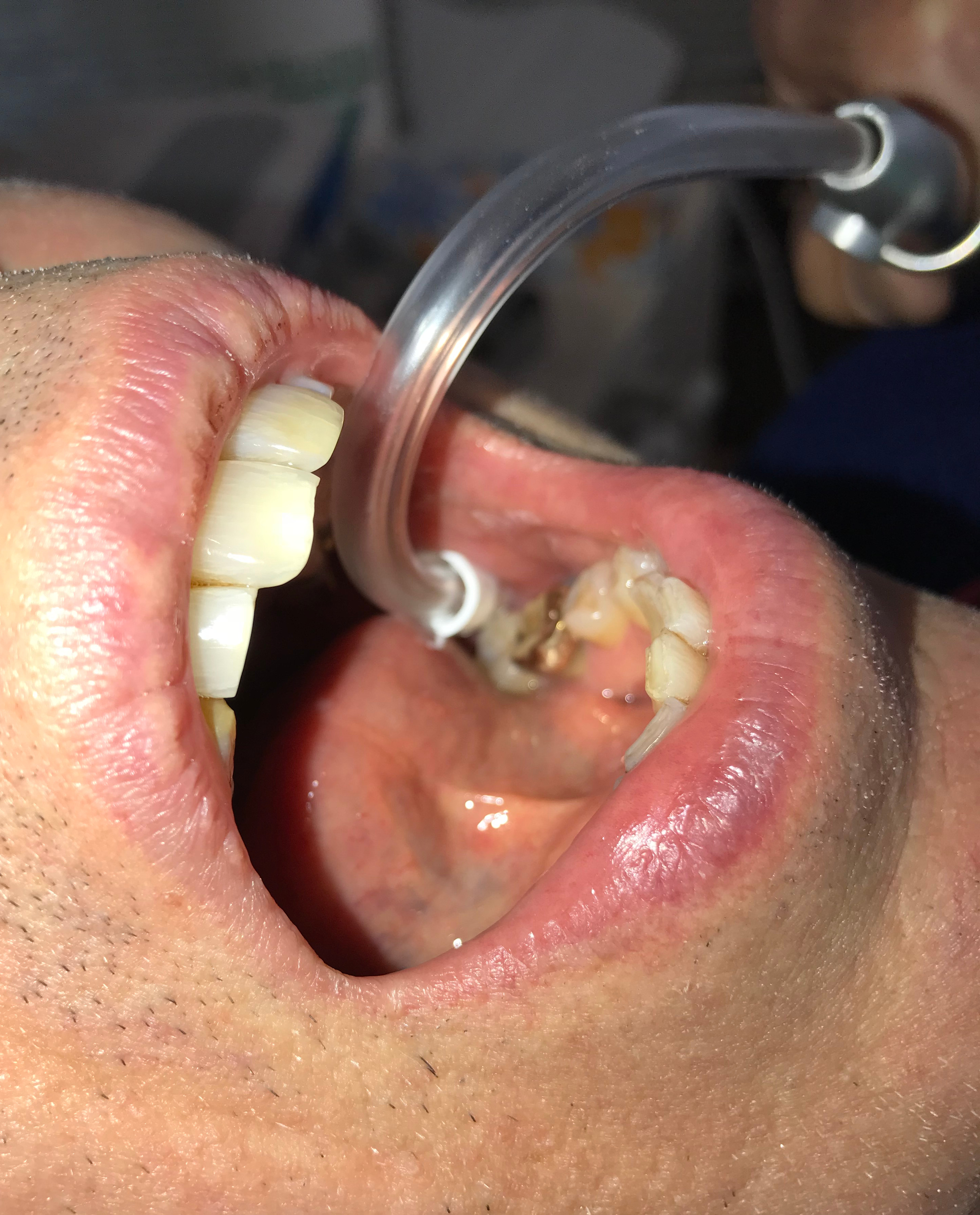
Succión de bajo volumen aplicada por un higienista dental o dentista para eliminar saliva, agua de riego, sangre y partículas del campo de trabajo.

La succión en medicina es un proceso ayudado por aspiradores cuyo objetivo es la absorción de fluidos. La succión puede utilizarse para limpiar las vías respiratorias de sangre, saliva, vómitos u otras secreciones para que el paciente pueda respirar. La succión puede prevenir la aspiración pulmonar, eliminando líquidos de las vías respiratorias, se facilita la respiración y se previene el crecimiento de microorganismos. Los dispositivos de aspiración se llaman aspiradores.
En cirugía, la succión se puede utilizar para eliminar la sangre de la zona que se opera para permitir a los cirujanos ver y trabajar adecauadamente. La succión también se puede utilizar para eliminar la sangre que se ha acumulado dentro del cráneo después de una hemorragia intracraneal.
Los dispositivos de aspiración pueden ser bombas con mecanismos accionados eléctricamente o, raramente, de forma manual. En muchos hospitales y otros centros sanitarios, la succión se proporciona normalmente por medio de conectores de aspiración empotrados en la pared, y conectados a un suministro central de vacío médico mediante un sistema de tuberías. La punta de los aspiradores, que se conectan al dispositivo de aspiración, es de plástico, sea rígido como la succión Yankauer o flexible.